# Zinaida Ignatjewa
Zinaida Aleksiejewna Ignatjewa (ros. Зинаида Алексеевнa Игна́тьева, ur. 1 lutego 1938 w Moskwie, zm. 23 marca 2022 tamże) – rosyjska pianistka; laureatka V nagrody na VI Międzynarodowym Konkursie Pianistycznym im. Fryderyka Chopina (1960), wyróżniona tytułem Ludowego Artysty Federacji Rosyjskiej.

## Życiorys
Gry na fortepianie uczyła się w Moskwie. W latach 1949–1957 była uczennicą Centralnej Szkoły Muzycznej przy Konserwatorium Moskiewskim. W latach 1957–1962 studiowała w Konserwatorium Moskiewskim w klasie prof. Samuela Feinberga.
W 1960 reprezentowała ZSRR na VI Konkursie Chopinowskim, gdzie zdobyła V nagrodę. W trakcie swojej kariery wzięła też udział w Międzynarodowym Konkursie Muzycznym ARD w Monachium (1967), jednak nie odniosła tam sukcesu.
W 1962 rozpoczęła pracę pedagogiczną w Konserwatorium Moskiewskim (od 1992 profesor). Równocześnie dawała koncerty na terytorium ZSRR (m.in. w Moskwie i Leningradzie), w Europie i Azji. Była jurorem kilku konkursów muzycznych. W jej repertuarze są utwory m.in. Fryderyka Chopina, Wolfganga Amadeusa Mozarta, Ludwiga van Beethovena, Ferenca Liszta, Siergieja Rachmaninowa, Dmitrija Kabalewskiego i Aleksandra Skriabina.